# Utricularia juncea
Utricularia juncea — вид рослин із родини пухирникових (Lentibulariaceae).

## Біоморфологічна характеристика

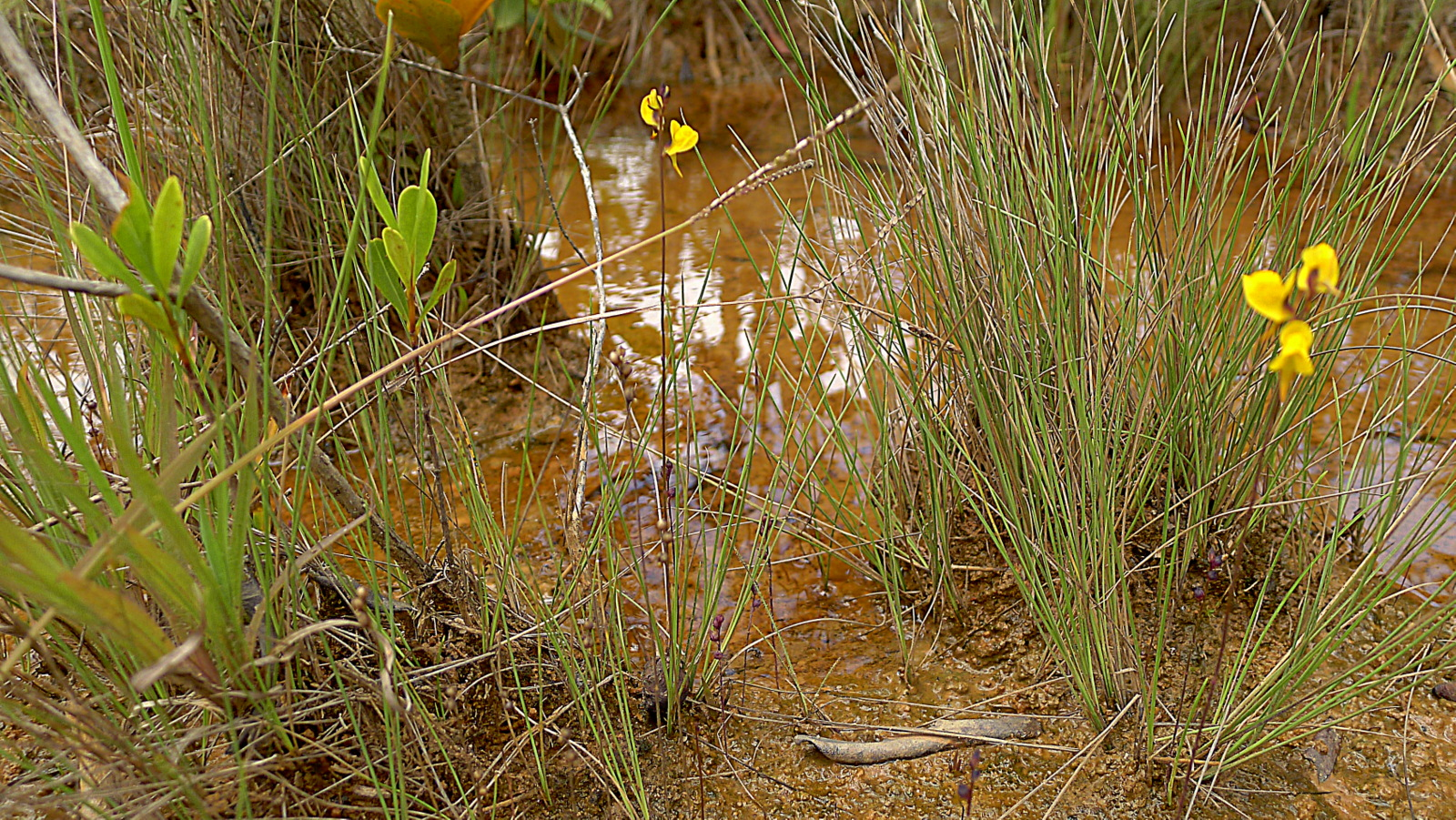
Рослина у середовищі зростання

Ця багаторічна наземна рослина. Листки вузьколінійні, 5–20 × 0.3 мм. Суцвіття завдовжки 5–45 см. Квітконіжки 0.5–1.5 мм завдовжки. Часточки чашечки нерівні, верхня частка 2.5–4 мм завдовжки, нижня менша. Віночок 10–15 мм у довжину чи значно менший, жовтий. Плід — куляста коробочка, 2.5–3.5 мм у довжину. 

## Середовище проживання
Цей вид має великий географічний ареал, який включає схід США, Мезоамерику, Карибський басейн і північ Південної Америки — Беліз, Гватемала, Гондурас, Мексика (Веракрус), Пуерто-Рико, Тринідад і Тобаго, США (Флорида, Техас, Делавер, Вірджинія, Луїзіана, Північна Кароліна, Джорджія, Південна Кароліна, Міссісіпі, Меріленд, Алабама, Нью-Йорк, Нью-Джерсі).
Цей вид зазвичай росте у вологих саванах, болотах, басейнах і струмках; на висотах від 0 до 1300 метрів.

## Використання
Вид культивується невеликою кількістю ентузіастів роду. Торгівля незначна.